# Kirsten Knip
Kirsten Knip, född 14 september 1992, är en nederländsk volleybollspelare (libero). Hon spelar (2022) för Saint-Cloud Paris Stade Français och för seniorlandslaget. Tidigare har hon spelat för  CSM Volei Alba-Blaj, Ladies in Black Aachen, Rote Raben Vilsbiburg, Sliedrecht Sport och TVC Amstelveen.